# ロバートソン黎子
ロバートソン 黎子（ロバートソン れいこ、1932年 - 2020年）は、作家、ジャーナリスト。

## 来歴・人物
現在の富山県高岡市能町生まれ。生家は古くからの地主であり、農地改革前は「三歩あるけば一歩は蒲田はんの地面」と言われるほどの土地を所有していた。富山県立高岡北部高等学校の同期に後の高岡法科大学学長吉原節夫がいた。東京外国語大学英語学科を経て1957年に早稲田大学第一政治経済学部卒業。岩波書店とNHKの採用試験にも合格したが、1957年、毎日新聞東京本社に入社。1年間の仙台支局勤務を経て、女性初の外信部記者となる。フルブライト奨学金を獲得し、1958年8月から日本人女性として初めてヴァージニア大学（国際関係論修士課程）に留学していた時、同大学医科大学院在学中に、宣教師の息子で高校時代にインドのダージリンで過ごした経験があるスコットランド系アメリカ人のトマス・リー・ロバートソンJrと知り合う。1959年10月、日本に帰国。『毎日新聞』日曜夕刊一面にインタビュー記事「十字路」を連載。1961年に毎日新聞社を退職して聖路加病院でトマスと結婚しロバートソン姓となって渡米。同年12月、七曜社から刊行した『もしもしハロー─私は第一線婦人記者』には小田実と三島由紀夫が序文を寄せている。トマスとの間にモーリーとヘンリーの2児を儲け、孫は3人いる。
長男のモーリー・ロバートソンは後にジャーナリスト、ミュージシャン、ラジオパーソナリティとなった。黎子の旧姓が蒲田であるため、モーリーは高校時代、予備校の夏期講習に「蒲田杜夫」という偽名で登録したことがある。
米国ではPTA委員や地域政策アドバイザー、日本語放送テレビのアナウンサーなどを務める。日米両国で子育てをしながら『文藝春秋』『諸君!』『婦人公論』などの雑誌に評論やコラムを執筆。また、TBS『ブロードキャスター』や日本テレビ系『ウェークアップ!』などのテレビ番組にコメンテーターとして出演。アメリカ映画を通しての比較文化論などを研究。
1998年から2007年には、夫のトマスが東京の第一製薬の研究開発部門の特別顧問に招聘されたために、日本で生活していた。
ピッツバーグ大学教授を務め、医師でもあった夫のトマスが膵臓癌で2017年5月22日、メリーランド州ポトマックの自宅で83歳で逝去した。
2020年10月、腎不全及び心疾患のためメリーランド州のホスピスで死去。88歳没。

## 著書
- 『もしもしハロー─私は第一線婦人記者』（七曜社、1961年）蒲田黎子名義
- 『日米・新聞記事よみくらべ─「事実」をとらえる視点の違い、思考の違い』（PHP研究所、1984年）
- 『ハンサム・ウイメン─涙を愛にかえた女性たち』（コア出版、1993年）
- 『日米の新聞よみくらべ─「ニュース報道のズレ」大解剖』（大和出版、1998年）